# Kaby Lake
Kaby Lake es el nombre clave de una microarquitectura de microprocesador de la empresa estadounidense Intel. Es sucesora dse la arquitectura Skylake, siendo la séptima generación. Se anunció el 30 de agosto de 2016.
Al igual que Skylake, Kaby Lake tiene una medida de 14 nanómetros. Se empezó a distribuir procesadores Kaby Lake a fabricantes y OEMs en el segundo trimestre de 2016. en 2017, se presentó la actualización del mismo bajo el nombre de Kaby Lake Refresh, como anticipo del lanzamiento de Coffee Lake.

## Características
Construido en un proceso mejorado de 14 nm (14FF+), Kaby Lake presenta velocidades de reloj más rápidas, cambios en la velocidad del reloj, y frecuencias Turbo más rápidas. Más allá de esto, poco de la arquitectura ha cambiado desde Skylake. Skylake y Kaby Lake tienen el mismo IPC (rendimiento por MHz). Kaby Lake añade soporte nativo para USB 3.1 Generación 2  (10 Gbit/s)
Kaby Lake también presenta una arquitectura de gráficos nueva para mejorar rendimiento en gráficos 3D y reproducción de video en 4K. Añade soporte nativo para HDCP  2.2

## Compatibilidad
Mientras Skylake y Kaby Lake  son plenamente compatibles con sistemas operativos x86/x86-64 , el soporte completo para todas las características de la CPU puede variar dependiendo del sistema operativo. El 15 de enero de 2016, Microsoft anunció que Windows 10 sería la única plataforma de Windows con soporte para Kaby Lake. Todos procesadores de futuras generaciones  de Windows seguirán esta tendencia y sólo se mantendrá con la siguiente version de  Windows

## Lista de procesadores Kaby Lake

### Procesadores móviles
| Segmento de objetivo | Núcleos(hilos) | Processorbranding andmodel | Processorbranding andmodel | clockrate del CPU | Frecuencia del reloj Turbo del CPU | Frecuencia del reloj Turbo del CPU | Frecuencia del reloj Turbo del CPU | Modelo del GPU | Frecuencia del reloj del GPU | Frecuencia del reloj del GPU | L3cache | L4cache | Max. PCIe Caminos | TDP   | cTDP   | cTDP  | Fecha de liberación | Precio (USD) |
| Segmento de objetivo | Núcleos(hilos) | Processorbranding andmodel | Processorbranding andmodel | clockrate del CPU | Single Core                        | Dual Core                          | Quad Core                          | Modelo del GPU | Base                         | Max.                         | L3cache | L4cache | Max. PCIe Caminos | TDP   | Arriba | Abajo | Fecha de liberación | Precio (USD) |
| -------------------- | -------------- | -------------------------- | -------------------------- | ----------------- | ---------------------------------- | ---------------------------------- | ---------------------------------- | -------------- | ---------------------------- | ---------------------------- | ------- | ------- | ----------------- | ----- | ------ | ----- | ------------------- | ------------ |
| Rendimiento          | 2 (4)          | Core i7                    | 7Y75                       | 1.3 GHz           | 3.6 GHz                            | ?                                  | ?                                  | HD 615         | 300 MHz                      | 1050 MHz                     | 4 MB    | N/Un    | 10                | 4.5 W | 7 W    | 3.5 W | Finales de 2016     | $393         |
| Rendimiento          | 2 (4)          | Core i7                    | 7500U                      | 2,7 GHz           | 3,5 GHz                            | ?                                  | ?                                  | HD 620         | 300 MHz                      | 1050 MHz                     | 4 MB    | N/Un    | 12                | 15 W  | 25 W   | 7,5 W | Finales de 2016     | $393         |
| Mainstream           | 2 (4)          | Core i5                    | 7Y54                       | 1,2 GHz           | 3,2 GHz                            | ?                                  | ?                                  | HD 615         | 300 MHz                      | 950 MHz                      | 4 MB    | N/Un    | 10                | 4,5 W | 7 W    | 3.5 W | Finales de 2016     | $281         |
| Mainstream           | 2 (4)          | Core i5                    | 7200U                      | 2,5 GHz           | 3,1 GHz                            | ?                                  | ?                                  | HD 620         | 300 MHz                      | 1000 MHz                     | 3 MB    | N/Un    | 12                | 15 W  | 25 W   | 7.5 W | Finales de 2016     | $281         |
| Mainstream           | 2 (4)          | Core i3                    | 7100U                      | 2,4 GHz           |                                    | ?                                  | ?                                  | HD 620         | 300 MHz                      | 1000 MHz                     | 3 MB    | N/Un    | 12                | 15 W  |        | 7.5 W | Finales de 2016     | $281         |
| Mainstream           | 2 (4)          | Core m3                    | 7Y30                       | 1 GHz             | 2,6 GHz                            | ?                                  | ?                                  | HD 615         | 300 MHz                      | 900 MHz                      | 4 MB    | N/Un    | 10                | 4,5 W | 7 W    | 3,5 W | Finales de 2016     | $281         |

### Procesadores de escritorio
| Segmento de objetivo | Núcleos(hilos) | Modelo del Procesador | Modelo del Procesador | clockrate del CPU | Frecuencia del reloj Turbo del CPU | Frecuencia del reloj Turbo del CPU | Frecuencia del reloj Turbo del CPU | Modelo del GPU        | EUs | Frecuencia del reloj del GPU | Frecuencia del reloj del GPU | L3 cache | L4 cache(eDRAM) | TDP  | Fecha de liberación | Precio (USD) |
| Segmento de objetivo | Núcleos(hilos) | Modelo del Procesador | Modelo del Procesador | clockrate del CPU | Single Core                        | Dual Core                          | Quad Core                          | Modelo del GPU        | EUs | Base                         | Max.                         | L3 cache | L4 cache(eDRAM) | TDP  | Fecha de liberación | Precio (USD) |
| -------------------- | -------------- | --------------------- | --------------------- | ----------------- | ---------------------------------- | ---------------------------------- | ---------------------------------- | --------------------- | --- | ---------------------------- | ---------------------------- | -------- | --------------- | ---- | ------------------- | ------------ |
| Rendimiento          | 4 (8)          | Core i7               | 7700K                 | 4.2 GHz           | ?                                  | ?                                  | ?                                  | Intel HD Graphics 630 | ?   | ?                            | ?                            | ?        | ?               | 95 W | 2017                | ?            |
| Rendimiento          | 4 (8)          | Core i7               | 7700                  | 3.6 GHz           | ?                                  | ?                                  | ?                                  | Intel HD Graphics 630 | ?   | ?                            | ?                            | ?        | ?               | 65 W | 2017                | ?            |
| Rendimiento          | 4 (8)          | Core i7               | 7700T                 | 2.9 GHz           | ?                                  | ?                                  | ?                                  | Intel HD Graphics 630 | ?   | ?                            | ?                            | ?        | ?               | 35 W | 2017                | ?            |
| Mainstream           | 4 (4)          | Core i5               | 7600K                 | 3.8 GHz           | ?                                  | ?                                  | ?                                  | Intel HD Graphics 630 | ?   | ?                            | ?                            | ?        | ?               | 95 W | 2017                | ?            |
| Mainstream           | 4 (4)          | Core i5               | 7600                  | 3.5 GHz           | ?                                  | ?                                  | ?                                  | Intel HD Graphics 630 | ?   | ?                            | ?                            | ?        | ?               | 65 W | 2017                | ?            |
| Mainstream           | 4 (4)          | Core i5               | 7600T                 | 2.8 GHz           | ?                                  | ?                                  | ?                                  | Intel HD Graphics 630 | ?   | ?                            | ?                            | ?        | ?               | 35 W | 2017                | ?            |
| Mainstream           | 4 (4)          | Core i5               | 7500                  | 3.4 GHz           | ?                                  | ?                                  | ?                                  | Intel HD Graphics 630 | ?   | ?                            | ?                            | ?        | ?               | 65 W | 2017                | ?            |
| Mainstream           | 4 (4)          | Core i5               | 7500T                 | 2.7 GHz           | ?                                  | ?                                  | ?                                  | Intel HD Graphics 630 | ?   | ?                            | ?                            | ?        | ?               | 35 W | 2017                | ?            |
| Mainstream           | 4 (4)          | Core i5               | 7400                  | 3.0 GHz           | ?                                  | ?                                  | ?                                  | Intel HD Graphics 630 | ?   | ?                            | ?                            | ?        | ?               | 65 W | 2017                | ?            |
| Mainstream           | 4 (4)          | Core i5               | 7400T                 | 2.4 GHz           | ?                                  | ?                                  | ?                                  | Intel HD Graphics 630 | ?   | ?                            | ?                            | ?        | ?               | 35 W | 2017                | ?            |
| Mainstream           | 2 (4)          | Core i3               | 7101E                 | 3.9 GHz           | ?                                  | ?                                  | ?                                  | Intel HD Graphics 630 | ?   | 350 MHz                      | 1.1 GHz                      | 3 MB     | ?               | 54 W | 2017                | 117          |

### Servidor/Workstation Procesadores
| Segmento de objetivo | Núcleos(hilos) | Modelo del Procesador | Modelo del Procesador | clockrate del CPU | Frecuencia del reloj Turbo del CPU | Frecuencia del reloj Turbo del CPU | Frecuencia del reloj Turbo del CPU | Modelo del GPU        | EUs | Frecuencia de reloj del GPU | Frecuencia de reloj del GPU | L3 caché | L4 caché(eDRAM) | TDP  | Fecha de liberación | Precio (USD) |
| Segmento de objetivo | Núcleos(hilos) | Modelo del Procesador | Modelo del Procesador | clockrate del CPU | Single Core                        | Dual Core                          | Quad Core                          | Modelo del GPU        | EUs | Base                        | Max.                        | L3 caché | L4 caché(eDRAM) | TDP  | Fecha de liberación | Precio (USD) |
| -------------------- | -------------- | --------------------- | --------------------- | ----------------- | ---------------------------------- | ---------------------------------- | ---------------------------------- | --------------------- | --- | --------------------------- | --------------------------- | -------- | --------------- | ---- | ------------------- | ------------ |
| Workstation          | 4 (4)          | Xeon                  | E3-1205v6             | 3.0 GHz           | ?                                  | ?                                  | ?                                  | Intel HD Graphics 630 | ?   | ?                           | ?                           | ?        | ?               | 65 W | 2017                | ?            |

## Coffee Lake
Es la sucesora de Kaby Lake que intel presentó el 21 de agosto de 2017, siendo la octava generación de procesadores